# كأس السوبر المصري 2009
كأس السوبر المصري 2009 هو النسخة التاسعة من بطولة كأس السوبر المصري، وهي بطولة تقام سنويًا بين بطل الدوري المصري الممتاز وبطل كأس مصر في آخر موسم للبطولتين. فاز نادي حرس الحدود (بطل الكأس) على الأهلي (بطل الدوري) بنتيجة 2-0، ليحصد حرس الحدود أول ألقابه في البطولة ويوقف مسيرة الأهلي بأربعة ألقاب على التوالي.

## المباراة
| الأهلي | 0–2   | حرس الحدود                           |
| ------ | ----- | ------------------------------------ |
|        | تقرير | أحمد حسن مكي 5' · أحمد عبد الغني 57' |